# Lehrer-Schüler-Verhältnis

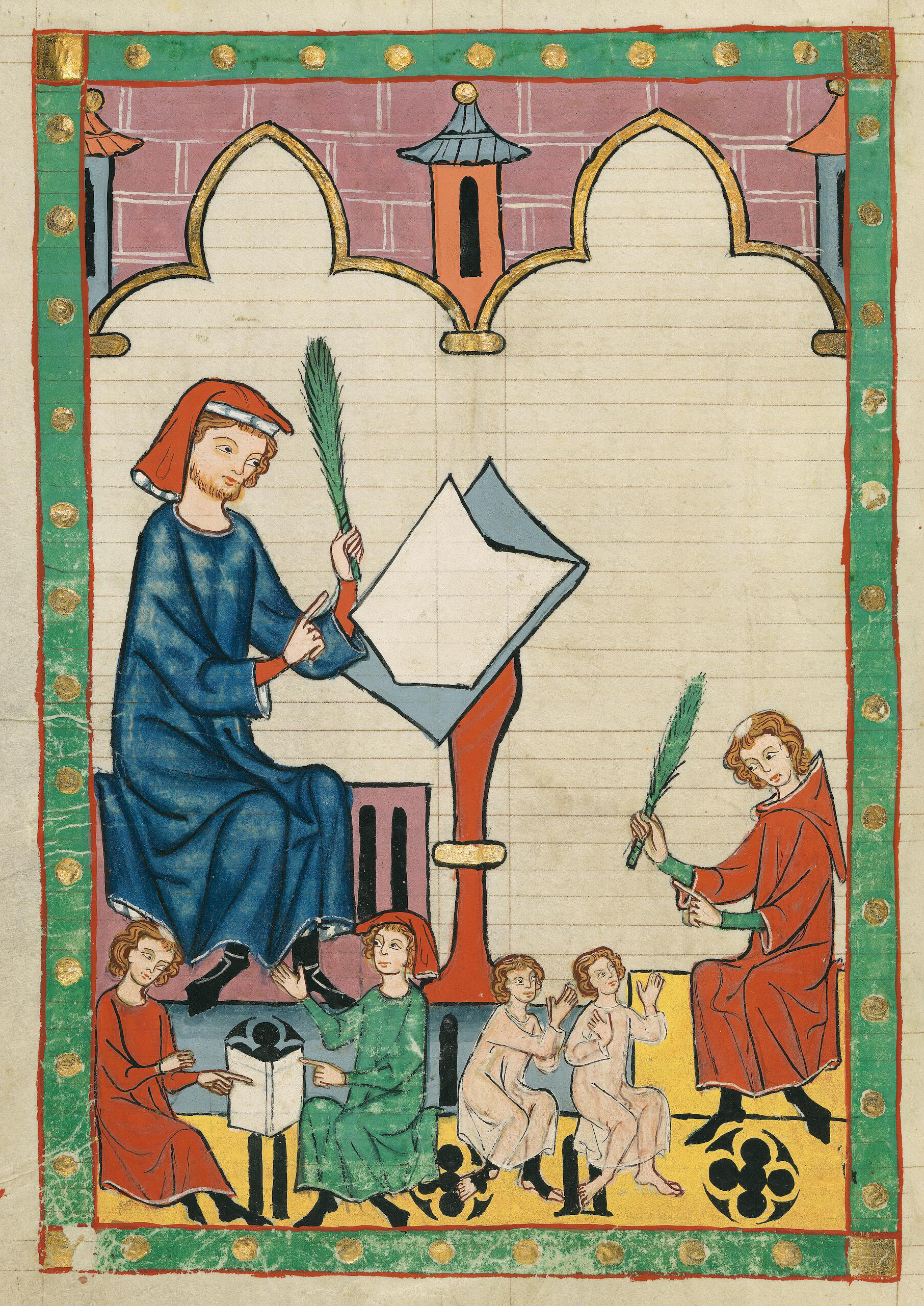
Lehrerdominanz: Quelle: Codex Manesse (ca. 1305–1340)

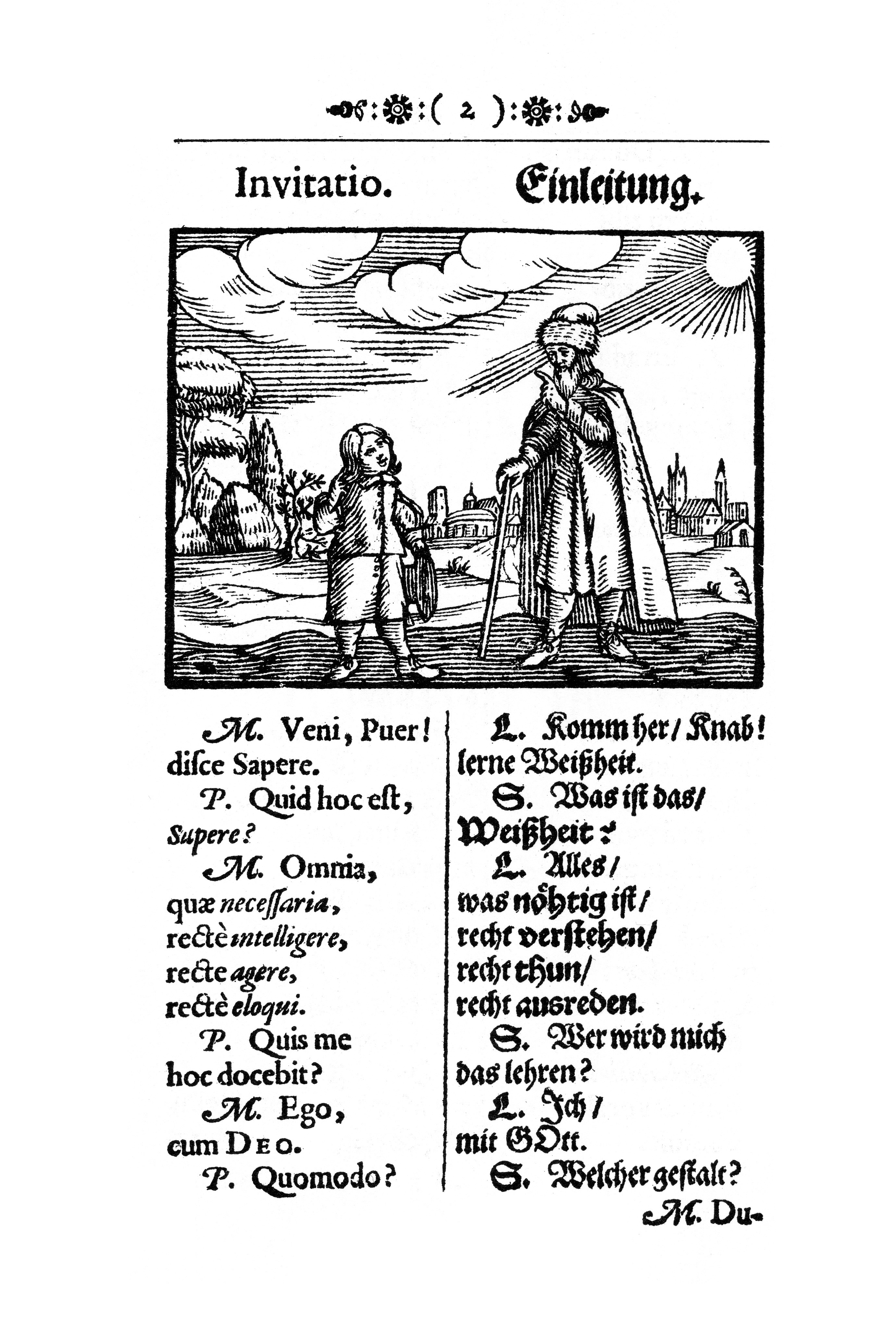
Lehrer-Schüler-Partnerschaft, Quelle: aus dem 17. Jahrhundert zu Comenius: Orbis sensualium pictus

Unter Lehrer-Schüler-Verhältnis (auch Lehrer-Schüler-Beziehung) versteht die Pädagogik die Konstellation der Hauptakteure in einem organisierten Lehr- und Lernprozess. Das Verhältnis ist asymmetrisch. Es bezeichnet im engeren Sinne die Beziehung zwischen einer kraft ihres Kompetenzvorsprungs lehrenden Person und einer lernenden Person im Rahmen einer pädagogischen Veranstaltung. Darüber hinaus etikettiert es allgemein auch das institutionelle Verhältnis, das sich aus der Rollenverteilung von Lehrern und Schülern in einer Lerneinrichtung, etwa einer Schule, ergibt. Ein Lehrer-Schüler-Verhältnis entsteht grundsätzlich, wenn Menschen in eine Lehr- und Lernbeziehung zueinander treten.

## Begriff
Die Begriffe „Verhältnis“ oder „Beziehung“ sind mehrdeutig. Sie können einerseits die sachlich-neutrale Situation einer Lehr- und Lerngemeinschaft ausdrücken, andererseits aber auch eine persönliche Verbindung zwischen den Beteiligten kennzeichnen. Dies wird vor allem bei Grenzüberschreitungen erkennbar. Der pädagogische Grundsatz, der jedem angehenden Lehrer mit auf den Berufsweg gegeben wird, lautet: „Erziehung ja, Beziehung nein.“ Dies bedeutet, dass ein professionelles Verhältnis gefordert, eine persönliche Beziehung aber verboten ist. Es begründet sich aus dem „Obhutsverhältnis“, das dem Lehrer im Amt von Rechts wegen auferlegt wird und das dem Vertrauensverhältnis in seine Integrität gegenüber der Gesellschaft gerecht werden muss.

## Ausgangspunkte
Das Zustandekommen eines Lehrer-Schüler-Verhältnisses ergibt sich natürlicherweise aus zwei einander zugeordneten Komponenten: Die eine Komponente ist das Bestehen eines Lernbedarfs eines Schülers oder Edukanden, der für seinen Lernprozess einer betreuenden und steuernden Unterstützung bedarf. Die andere Komponente bestimmt sich durch eine sacherfahrene Persönlichkeit, die in der Lage und bereit ist, diese Hilfeleistung zu erbringen. Sie setzt einen entsprechenden Kompetenzvorsprung der Lehrperson an Wissen, Können und Vermittlungsfähigkeiten voraus. Einen ohne die Vermittlungstätigkeit eines Lehrers Lernenden bezeichnet man als Autodidakt. Die Fachterminologie der Didaktik spricht dann von einem „intrapersonellen Selbstverhältnis“, bei dem Lehrer und Schüler dieselbe Person sind.

## Die Gestaltung des Lehrer-Schüler-Verhältnisses

### Didaktisch begründete Merkmale
Die zeitgemäße Didaktik stellt für ein ziel- und lerngerechtes Unterrichten heute zahlreiche, sehr variantenreiche Unterrichtsformen bereit, die je nach Bildungsintention ein unterschiedliches Lehrer-Schüler-Verhältnis konstituieren. Das in der Lehrerbildung verbreitete sogenannte Didaktische Dreieck ist ein Strukturmodell, das die Lehrer-Schüler-Bezüge in den unterschiedlichen Bildungsprozessen anschaulich darstellt. So bieten etwa der Lehrerzentrierte Unterricht, der Schülerzentrierte Unterricht, der Sozialintegrative Unterricht oder der Projektunterricht dem jeweiligen Bildungsziel angemessene Interaktionsstrukturen, bei denen Lehrern wie Schülern eine wechselnde Stellung und Bedeutung im Unterrichtsgeschehen zugeordnet wird. Die Rollen von Lehrenden wie Lernenden sind flexibel und lassen sich je nach Thema und Kompetenzvorsprung austauschen. Beide können zu Impulsgebern, Motivatoren, Stofflieferanten, Moderatoren, Diskussionspartnern, Lernhelfern werden.

### Personenbezogene Merkmale
Die Unterrichtsformen werden durch den vom einzelnen Lehrer praktizierten und für ihn oft charakteristischen Erziehungsstil mitgeprägt. Er bestimmt wesentlich das Klima des Unterrichtsgeschehens und die partnerschaftliche Beziehung zwischen Lehrer und Schüler. Didaktisch geschulte und erfahrene Lehrer sind in der Lage, situationsgerecht ihren Unterrichtsstil zu wechseln:
Der noch bis in die 1960er Jahre weithin dominierende „Autoritäre Erziehungsstil“ unterscheidet sich von der zeitgemäßen sogenannten „Autoritativen Erziehung“, bei der die Autorität, d. h. ein aus Sachkompetenz und Persönlichkeitsausstrahlung erwachsendes Ansehen des Lehrers, gefragt ist. Er kennzeichnet sich durch sein Maß an Interesse, emotionaler Wärme, menschlicher Akzeptanz und Kommunikationsbereitschaft, das dem Heranwachsenden entgegengebracht wird. Vom sogenannten „Permissiven Erziehungsstil“ unterscheidet er sich durch seine „Intentionale Erziehungseinstellung“, die auf vereinbarten klaren Regeln aufbaut und deren Einhaltung streng einfordert.
Auf der Schülerseite muss mit der Wahl des Führungsstils ein gewisser Reifegrad, eine lebendige Lernbereitschaft, ein Kommunikationsbedürfnis und der Wille, sich aktiv und konstruktiv in den eigenen Bildungsprozess einzubringen, korrespondieren. Die Lehrer-Schüler-Beziehung bedeutet ein enges Abhängigkeitsverhältnis. In einem gelungenen Bildungsprozess fordern und bestimmen sich Lehrer und Schüler gegenseitig.

## Probleme

### Rollenprobleme
Das natürliche Kompetenzgefälle zwischen Lehrenden und Lernenden, zwischen curricularen Zielvorgaben und Lernbereitschaft, zwischen Beurteiler und Beurteilten, zwischen meist Älteren und Jüngeren und den dadurch bisweilen entstehenden Interessenkonflikten ist im Unterrichtsalltag nicht immer frei von Spannungen. Diese zu erkennen, zu harmonisieren und zu einem für beide Seiten angenehmen wie erfolgreichen Bildungsprozess zu führen, verlangt von den Lehrenden didaktisches Geschick und menschliches Einfühlungsvermögen und von den Lernenden Einsicht in sachliche Notwendigkeiten sowie bei beiden Vertrauen und die Bereitschaft zu einer positiven Kommunikation.
Die unterschiedlichen Unterrichtsformen, vor allem aber auch die in ihnen praktizierten Zuwendungsarten und Erziehungsstile bestimmen wesentlich das Klima der Beziehung. So kann auch ein lehrerzentrierter, strenger, sogar autoritärer Unterricht von einer Atmosphäre der Zuwendung, von Engagement für den Schüler und seinen Lernerfolg getragen sein und andererseits ein schülerzentrierter, lässiger, auch antiautoritärer Unterricht sich durch emotionale Distanz oder eine Laissez-faire-Haltung kennzeichnen. Der Lehrende muss mit seiner Persönlichkeit und Kompetenz Autorität ausstrahlen, ohne autoritär zu handeln. Der Lernende muss diese Autorität respektieren, ohne eigene Interessen zu verleugnen und sich Fragen zu versagen. Dies bedarf auf beiden Seiten der gegenseitigen Achtung, des Vertrauens und der geduldigen Toleranz.
Vor allem junge Lehrer haben noch oft mit dem Rollenwechsel zum Lehrersein zu kämpfen, nachdem sie das Schülersein über viele Jahre stark internalisiert haben, sich den Heranwachsenden nach Alter und Mentalität noch sehr nahe fühlen und entsprechend Schwierigkeiten haben, Grenzen zu ziehen. So gilt es z B. als inadäquat, außerhalb des Unterrichts in den sozialen Netzwerken auf privater Ebene mit seinen Schülern zu korrespondieren.

### Beziehungsprobleme
Ähnlich wie in anderen Bereichen einer Abhängigkeit und eines Kompetenzgefälles, etwa in der Patient-Arzt-Beziehung, gebietet die Ethik eine respektvolle Distanz, die keine Grenzüberschreitungen zulässt. Es geht darum, zugewendet, aber ohne ein persönliches Eigeninteresse fachlich korrekt und im Urteil emotionsfrei pädagogisch sinnvoll zu handeln. Dabei kann eine zu starke emotionale Nähe nicht nur hinderlich sein, sondern auch das klare Urteilsvermögen täuschen, sogar unmöglich machen. Man spricht dann mit einem rechtlichen Begriff von „Befangenheit“. Diese äußert sich besonders häufig bei einer unreflektierten Eltern-Kind-Beziehung, aus der heraus sachliche Lehrerurteile nicht akzeptiert werden wollen, wenn sie Kritik enthalten.
Die in der Fachliteratur umfangreich zu der Thematik geführte Diskussion beginnt mit der Forderung eines respektvollen Umgangs beider Seiten miteinander. So steht dem Heranwachsenden ab der zehnten Klasse die „Sie-Anrede“ zu. Entgegen dem antiken Spruch „Quod licet Iovi, non licet bovi“ („Was dem Jupiter erlaubt ist, ist dem Ochsen nicht erlaubt“) ist das Lehrer-Schüler-Verhältnis „reziprok“, d. h. umkehrbar, zu gestalten. Das bedeutet z. B., dass ein rauchender Lehrer wenig Glaubwürdigkeit mitbringt, dasselbe Tun seinem Schüler aus Gesundheitsgründen verbieten zu wollen. Kontrovers diskutiert wird bereits das „Duzen“ von Lehrern und Schülern mit dem Argument, dass Unterricht notwendigerweise eine gewisse sachliche Distanz und dass Heranwachsende für eine gesunde Entwicklung neben gleichaltrigen Kumpanen auch reifere Persönlichkeiten brauchen, die sie respektieren und als Vorbilder sehen können. Zu viel körperliche Nähe, schon gar Handgreiflichkeiten und verbale Entgleisungen auf beiden Seiten, sind bereits in Ansätzen pädagogisch verpönt, weil sie das achtungsvolle Miteinander stören und leicht zu Grenzverletzungen führen können. Der Lehrer steht zu seinen Schülern in einem sogenannten „Obhutsverhältnis“, das eine hohe Verantwortung für dessen Wohl beinhaltet. Der Tabubruch der didaktischen Grundregel des Vermeidens von zu viel persönlicher Nähe wird als eine Ursache der pädophilen Verfehlungen gesehen, die sich unter dem Deckmantel einer angeblichen Reformpädagogik in Einrichtungen wie etwa der Odenwaldschule eingeschlichen und die zahlreichen Übergriffe erleichtert haben.

### Nähe- und Distanzfehler in der pädagogischen Beziehung
Der Religionspädagoge Christoph Tipker betrachtet exemplarisch für den Religionsunterricht Begründungslinien möglicher Nähefehler und Distanzfehler, welche das Lehrerverhalten gegenüber den Schülern deprofessionalisieren. Nähefehler entstehen dort, wo Kontakte zu betroffenen Schülern eine zu hohe Nähe und Konzentration zulassen, die anderen Schülern einer selbst unterrichteten Klasse offenbar werden. Distanzfehler entstehen dort, wo ein adäquater Umgang mit persönlichen Problemen von Schülern durch eine fehlende Wertneutralität und eine nicht professionalisierte Gesprächsführung die Abwendung des Schülers aus der pädagogischen Beziehung fördere.
Für den Religionsunterricht konkretisiert Tipker mögliche Fehlerquellen. Neben individuellen Begründungslinien, die auf das Lehrerverhalten und individuelle Handlungsmotivationen im Beruf verweisen, bestehen demnach konzeptionelle sowie institutionelle Begründungslinien, die spezifisch den Religionsunterricht berühren. Individuelle Nähefehler können demzufolge entstehen, wenn biographische Motivationen zur Arbeit mit Schülern ebenso unbearbeitet bleiben wie eine Reflexion der eigenen Unterrichtserfahrungen. So könne einerseits der Wunsch einer unangemessen starken Schülerorientierung auf eigenen Verletzungen und Distanzerfahrungen in der Institution Schule oder spezifisch im Religionsunterricht beruhen. Andererseits hegten Religionslehrer oft stark ausgeprägte positive Erinnerungen an den eigenen Raum zur Persönlichkeitsentwicklung in religiöser Gemeinschaft oder dem Religionsunterricht, den sie oft ohne Ansicht der Schülerinteressen generalisieren würden. Individuelle Distanzfehler beruhten auf einer fehlerhaften und übergriffigen Verarbeitung eigener Verletzungen in der Schulzeit, die zum Motiv führten, eine Macht über die Schüler auszuüben, die deren Mündigkeit nicht fördere, sondern massiv einschränke. Konzeptionelle Nähefehler bestünden demnach in Rückgriffen auf solche religionsdidaktischen Konzeptionen, die einem religiösen Traditionsabbruch in der Gesellschaft wertkonservativ begegneten und die Grenzen des Unterrichts auflösten, indem sie gemeindliche und kirchliche Rituale in unzulässiger Form in den Unterricht einbinden. Ein konzeptioneller Distanzfehler beruhe in der wechselseitigen Ablehnung derjenigen Schüler, denen hier nicht mehr wertneutral begegnet werden kann und die in der Begegnung mit dem Religionsunterricht nur noch dessen eigenes Stereotyp erfüllt sehen können. Eine entsprechend deprofessionalisierende Konzeption benennt Tipker mit der Performativen Religionsdidaktik. Institutionelle Nähefehler sieht Tipker im bildungspolitischen Bestreben des Erhalts der Gestalt eines konfessionellen Religionsunterrichts, der zu einer unzulässigen Aufgabenerweiterung für die Lehrer führe. Indem Lehrern Aufgaben übertragen würden (z. B. in der Seelsorge), für die sie nicht ausreichend ausgebildet wären, seien übergriffige Handlungen institutionell gebilligt. Gleichsam könne ein institutioneller Distanzfehler darauf beruhen, dass eine konfessionelle Bindung der religiösen Sozialisation der Schüler und den schulorganisatorischen Erfordernissen zuweilen in einer Form zuwiderlaufe, die eine Ablehnung des Religionsunterrichts und des Religionslehrers als solchem motivieren.

### Lehrererwartungen
Wie alle anderen Menschen auch sind Lehrpersonen anfällig für Stereotype, die sich in verschiedenen Bereichen des schulischen Umfelds manifestieren. Der Erwartungseffekt bezieht sich auf die Überzeugungen von Lehrpersonen bezüglich bestimmter Schüler und deren Potenzial. Allein diese Erwartungen, die oft im Zusammenhang mit Stereotypen stehen, tragen dazu bei, dass das Verhalten und die Leistung der Schüler entsprechend beeinflusst wird. Zum Beispiel existieren unterschiedliche stereotype Annahmen über die Fähigkeiten und Neigungen beider Geschlechter, Vorstellungen von vermeintlich niedriger akademischer Leistungsfähigkeit bei Schüler mit Migrationshintergrund sowie Überzeugungen über eingeschränkte schulische Erfolge von Kindern aus bildungsfernen Milieus. Diese stereotypen Vorstellungen können auf die Erwartungen, Einstellungen und Einschätzung der Lehrkräfte abfärben und somit auch Einfluss auf die Interessenbildung und Motivation der Schüler nehmen. Dabei können Erwartungseffekte in positiver sowie negativer Wirkrichtung gehen. In der Studie von Robert Rosenthal und Lenore F. Jacobson wurde 1968 zum ersten Mal das Phänomen von Lehrererwartungen unter dem Begriff des Pygmalioneffekt aufgezeigt. Die Untersuchung zeigte, dass sich die Leistung der Lernenden unterschiedlich entwickelte, je nachdem, welche Erwartungen die Lehrkraft an die Lernenden hatte. Neuere Forschungsergebnisse weisen jedoch eher auf einen begrenzten Effekt hin. Nur etwa bei 5–10 % der Schüler beeinflusst die Erwartung der Lehrkraft die tatsächliche Leistung. Bei Schüler aus stigmatisierten Gruppen, wie etwa Kindern mit sozial schwachem familiärem Hintergrund oder aus ethnischen Minderheiten, sind jedoch Erwartungseffekte wahrscheinlicher. Ein positiver Erwartungseffekt ist dagegen bei Schüler mit hoher physischer Attraktivität zu finden.
Erwartungseffekte sind nicht zu unterschätzen und gerade bei wichtigen Bildungsentscheidungen, zum Beispiel beim Übertritt von der Grundschule in die weiterführende Schule, von immenser Bedeutung. Die Sensibilisierung von Lehrern für ihre eigenen Erwartungen und die Vermeidung von Stereotypen spielen daher eine entscheidende Rolle, um eine chancengerechte Bildungsumgebung zu gestalten. Beispielsweise können durch die Förderung von positiven Erwartungen und den Glauben an das Potenzial aller Schüler Lehrpersonen dazu beitragen, den Einfluss von Stereotypen im Klassenzimmer zu reduzieren und eine unterstützende Lernumgebung zu schaffen.